# Matti Salminen
Matti Salminen (Turku, Finlàndia, 7 de juliol de 1945) és un baix d'òpera finlandès ara retirat. Ha cantat sovint al Gran Teatre del Liceu, així com al Festival de Bayreuth i a la Metropolitan Opera de Nova York, a més de la seva Finlàndia natal.

## Biografia
Salminen va néixer a Turku. En la seva joventut va guanyar diners per a classes de veu cantant tangos finlandesos a les discoteques. Ha publicat una antologia de tangos finlandesos. Va cridar l'atenció pública per primera vegada com un afortunat suplent en el paper del rei Felip II, quan només tenia 24 anys. Va continuar fent aquest paper fins (gairebé) al final de la seva carrera; un DVD es va llançar el 2014.
Salminen és un actor cantant àmpliament gravat en vídeo amb tres actuacions diferents com Hagen disponibles en DVD; també dues actuacions com a Commendatore, diverses com a Sarastro, dues com a Hunding i dues com a Daland. També hi ha actuacions i pel·lícules gravades en vídeo com el rei Felip II, el gran inquisidor, Sèneca, Gurnemanz, Pogner, el rei Marke, Kaspar, Rasputin, Boris Godunov i el príncep Ivan Khovansky.
Al Festival de Bayreuth va aparèixer per primera vegada l'any 1976 com a Titurel (Parsifal), Hunding (Die Walküre) i Fasolt (Das Rheingold) al Jahrhundertring (anell del centenari) l'any 1976, celebrant el centenari tant del festival com de la primera actuació del cicle complet, dirigit per Pierre Boulez i posat en escena per Patrice Chéreau, gravat i filmat el 1979 i el 1980. Va continuar-hi actuant fins al 1989, afegint Fafner (Das Rheingold, Siegfried), Daland (Der fliegende Holländer), König Marke (Tristan und Isolde), Heinrich. (Lohengrin), Pogner (Die Meistersinger von Nürnberg), Landgraf (Tannhäuser) i Hagen (Götterdämmerung) al seu repertori. Va fer el seu debut a l'Òpera Metropolitana com a König Marke el 9 de gener de 1981 i va actuar-hi 132 vegades en diversos papers, fins al 28 de març de 2008.
Va cantar a l'estrena de Kuningas Lear de Sallinen l'any 2000 (King Lear, paper principal), i Robin Hood de Jukka Linkola el 2011 (Xeriff).
A part dels papers operístics, Salminen també actua en recitals de música sacra i concerts. Va donar un concert de comiat a l'Òpera de Zuric el desembre de 2016.
Salminen és especialment admirat en molts papers escrits per Richard Wagner, incloent Gurnemanz i Titurel (Parsifal), el rei Marke (Tristany i Isolda), Fasolt, Fafner, Hunding i Hagen (L'anell del nibelung) i Daland (L'holandès errant). També ha tingut èxit en rols com el de Sarastro (La flauta màgica, de Mozart), Felip II (Don Carlos, de Verdi) i el protagonista de Borís Godunov (Modest Mússorgski), i ha estrenat òperes dels seus compatriotes Aulis Sallinen i Einojuhani Rautavaara.

## Premis i guardons
- Salminen ha guanyat dos premis Grammy a la millor gravació d'òpera, el 1982 i el 1991, ambdós pels enregistraments de Wagner.[10]
- El 2017, Salminen va rebre el premi ICMA Lifetime Achievement Award.[11]
- El 1988 va rebre la Medalla Pro Finlandia de l'Ordre del Lleó de Finlàndia.[12]
- Va ser reconegut amb el títol de Kammersänger en tres ocasions: a Berlín el 1995, i a Baviera i Àustria el 2003.[13]